# Lachesis stenophrys
Lachesis stenophrys é uma espécie de víboras de fossetas venenosas endémica da América Central. O epíteto específico, stenophrys,  deriva dos termos gregos stenos, que significa "estreito", e ophrys, que significa "sobrancelha". Não são reconhecidas subespécies.

## Descrição
Os indivíduos adultos atingem geralmente mais de 2 m de comprimento, e podem ultrapassar os 3.30 m de comprimento total. Ditmars (1910) reportou um espécime da Costa Rica com 3.49 m de comprimento. Existem muitos relatos de espécimes muito maiores, mas encontram-se mal documentados. Solórzano (2004) cita registos históricos que indicam um comprimento máximo de 3.60 m.
Tem cabeça arredondada com um focinho não elevado. Tipicamente esta espécie apresenta uma crista mesodorsal pronunciada que é mais saliente no último quarto do corpo.
O padrão de cores é mais escuro que o de L. muta.

## Distribuição geográfica
É encontrada na América Central nas terras baixas da costa atlântica do sul da Nicarágua, Costa Rica e Panamá, bem como nas terras baixas do centro e leste do Panamá. A localidade-tipo indicada é "Sipurio" (província de Limón, Costa Rica).

## Habitat
Ocorre na floresta tropical húmida e bosques de montanha de baixa altitude onde a precipitação média varia de 2,000-4,000 mm, o que corresponde a áreas de precipitação elevada a muito elevada. Nas partes mais secas da Nicarágua, pode ser encontrada bosques de galeria assim como em bosques que são sazonalmente secos, mas ainda assim não muito longe de fontes de água. Esta espécie dificilmente pode ser encontrada fora de bosques primários.

## Taxonomia
Campbell e Lamar (2004) reconhecem também Lachesis acrochorda (García, 1896), que McDiarmid et al. (1999) tratam como um sinónimo de L. stenophrys.